# Кристина Кољака
Кристина Кољака (алб. Kristina Koljaka; Каваја, 4. јун 1916 – 21. октобар 2005) била је албанска вајарка. Она је једна од првих успешних вајарки у Албанији.

## Биографија
Кристина Кољака је рођена 4. јуна 1916. године у Каваји у тадашњој Кнежевини Албанији (данас Република Албанија). Студирала је уметност на Универзитету у Тирани – Тиранском Лицеју (1930–1934), и у Accademia di Belle Arti di Roma у Риму, Италија (1938–1941), где је направила свој деби са скулптуром „Мој пријатељ“ (мермер, 1941; Рим, приватна колекција). Њен успех је потврђен са монументалним спомеником Владимира Лењина (бронза, висина 4 метра, 1954; Тирана). Правила је скулптуре на различите теме, на пример „Садница“ („Пошумљавање“) (обојени гипс, 1951), као и портрети, на пример природна величина „Доктора Широке“ (мермер, 1956; обе у Тирани, А.Г.). Њени радови обилују нежним и јасно утврђеним правцем који изискује људску топлину и широко разумевање. Руке и други детаљи портрета често су подржани карактеристичним оштроумљем. Кристина Кољака се сматра једном од најбољих албанских вајара и наставника скулптуре. Преминула је 21. октобра 2005. године, у својој 89-ој години.